# Solothurner Filmtage

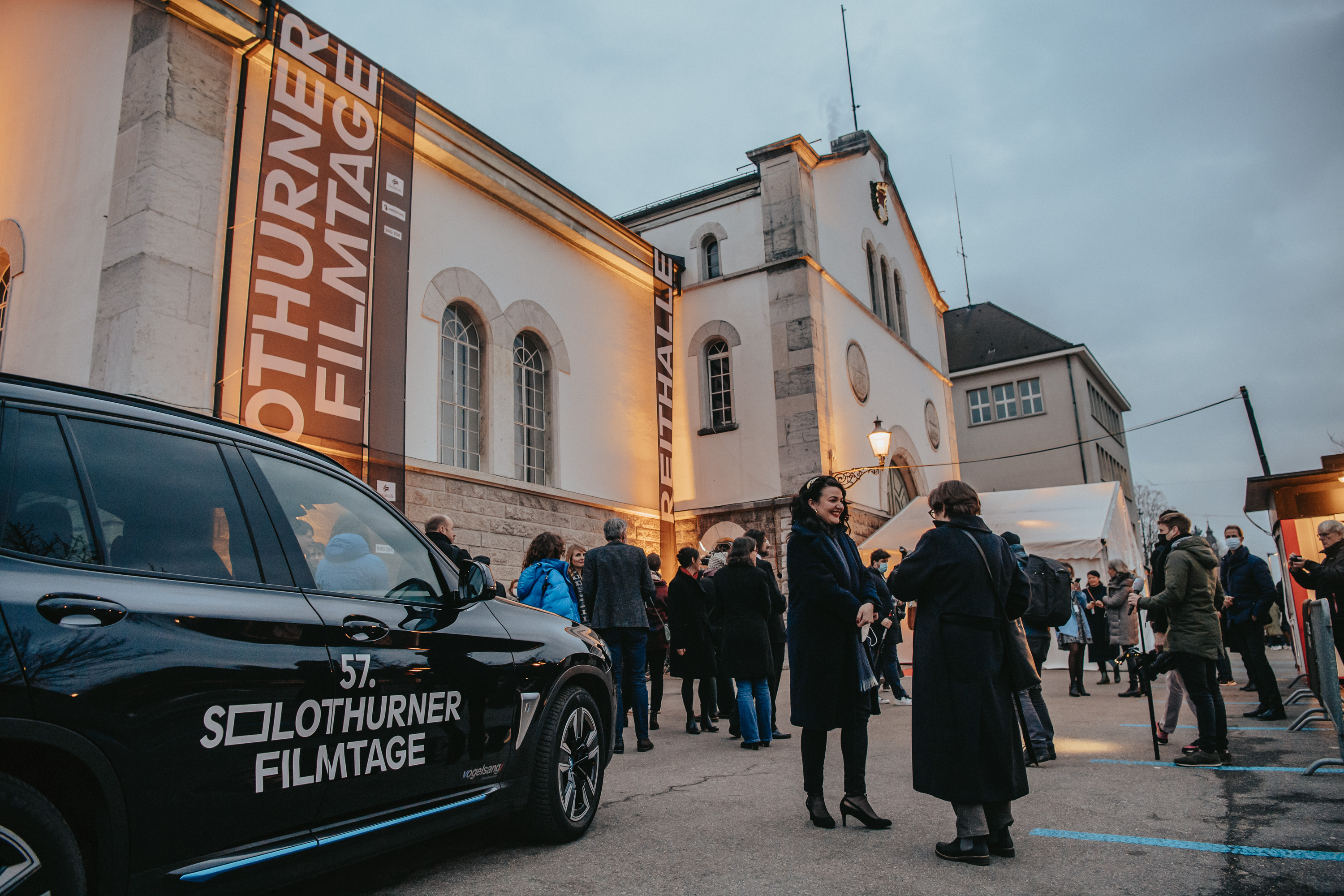
Eröffnung der 57. Solothurner Filmtage (2022)

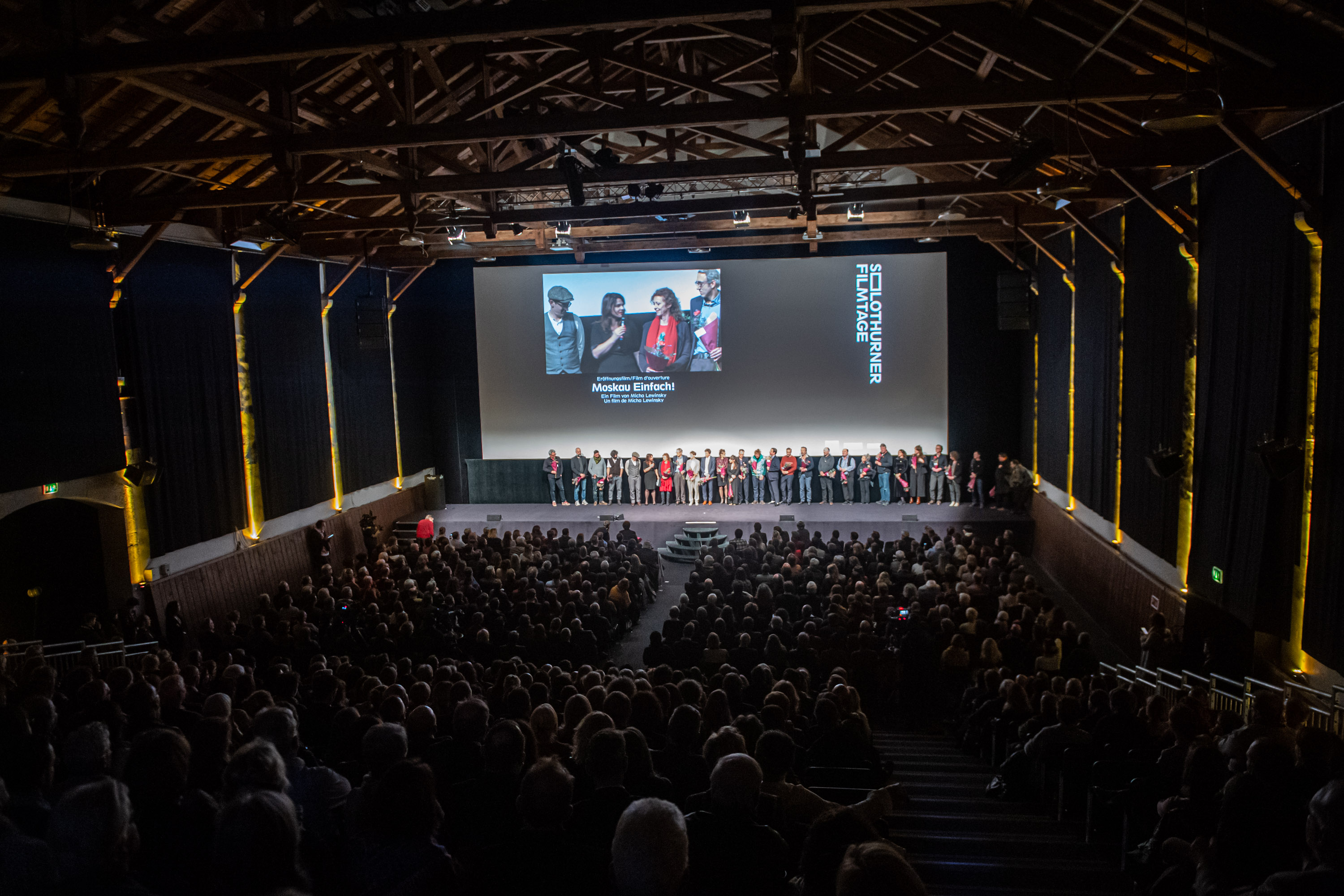
Eröffnungsfilm «Moskau, einfach!» der 55. Solothurner Filmtage (2020) in der Reithalle

Die Solothurner Filmtage sind das bedeutendste Filmfestival für den Schweizer Film. Sie präsentieren seit 1966 jährlich in der letzten Januarwoche in Solothurn im Programm «Panorama Schweiz» eine repräsentative Auswahl von Schweizer Spiel-, Dokumentar- und Kurzfilmen. In Gesprächsrunden und Podiumsveranstaltungen diskutieren das Publikum und die Filmbranche über die gezeigten Filme und die Schweizer Filmkultur. Mit jährlich über 60'000 Eintritten zählen die Solothurner Filmtage zu den renommiertesten Kulturveranstaltungen der Schweiz. Der «Prix de Soleure» der Solothurner Filmtage gilt als einer der bedeutendsten Schweizer Kulturpreise. Neben den zwei Hauptsponsoren Swiss Life und Swisscom wird die Werkschau des Schweizer Films von der Hauptmedienpartnerin SRG SSR, der öffentlichen Hand und zahlreichen weiteren Partnern unterstützt.

## Sektionen
Das Filmprogramm der Solothurner Filmtage ist in Sektionen mit verschiedenen Themen aufgeteilt. Dazu gehören das übergeordnete Programm «Panorama Schweiz», das «Rencontre», welches sich einem Ehrengast widmet, der jährlich wechselnde «Fokus» sowie das filmhistorische «Histoires du cinéma suisse». Ausserdem wurde 2024 das Gefäss «SO PRO» für Industry-Events geschaffen.
Mit eigenen Veranstaltungen und in Zusammenarbeit mit verschiedenen Schweizer Filminstitutionen und Filmverbänden findet während der Filmtage ein vielfältiges Rahmenprogramm wie Informationsveranstaltungen, Spezialvorführungen für Kinder sowie themenspezifische Podiumsgespräche und Workshops zu Fragen der Schweizer Filmkultur bzw. Filmwirtschaft statt. Diese Veranstaltungen greifen gezielt aktuelle Themen der Schweizer Filmkultur auf und richten sich an die Filmschaffenden und das filminteressierte Publikum.

### Panorama Schweiz
Das Programm «Panorama Schweiz» ist das Herzstück der Solothurner Filmtage und präsentiert eine Auswahl aktueller Schweizer Produktionen aus allen Sprachregionen, aller Genres und Längen. Das Programm zeigt das vielfältige Filmschaffen in der Schweiz und umfasst Dokumentar-, Spiel-, Experimental-, Kurz- und Animationsfilme sowie Musikclips. Viele Filmvorführungen sind begleitet von Gesprächen mit den Filmschaffenden.

#### Panorama Langfilme
Drei Wettbewerbe geben dem «Panorama» einen kompetitiven Rahmen: Eine Fachjury vergibt den «Prix de Soleure» für einen gesellschaftspolitischen Film. Das Publikum wählt aus den nominierten Filmen seinen Publikumsliebling und vergibt den «Prix du Public». Mit dem Preis «Visioni», den ebenfalls eine Jury vergibt, werden erste oder zweite Werke ausgezeichnet.

#### Panorama Kurzfilme
Jedes Jahr entsteht in der Schweiz eine Vielzahl von kurzen und mittellangen Filmen im professionellen Produktionskontext. Im «Panorama Kurzfilme» ist eine reiche Auswahl aktueller Werke aller Genres zu sehen. Es finden zwei Publikums-Wettbewerbe statt: der Animationsfilmwettbewerb und die Kürung des besten Kurzfilms. Ausserdem werden die Nominierungen für den Best Swiss Video Clip bekanntgegeben.

### Rencontre
Das Spezialprogramm «Rencontre» würdigt jedes Jahr eine Persönlichkeit des Schweizer Films, die auf ein bedeutendes und umfangreiches Werk zurückblicken kann. Das Programm zeigt ausgewählte Werke ihres Schaffens und ermöglicht eine persönliche Begegnung. Damit bieten die Solothurner Filmtage die Gelegenheit, einen vertiefenden Einblick in die Arbeit bekannter Schweizer Cineasten zu erhalten und diesen zu begegnen.

#### Bisher geehrte Persönlichkeiten
| Jahr | geehrte Persönlichkeit                                       |
| ---- | ------------------------------------------------------------ |
| 1996 | Alain Tanner                                                 |
| 1997 | Reni Mertens und Walter Marti                                |
| 1998 | Claude Goretta                                               |
| 1999 | Alexander J. Seiler                                          |
| 2000 | Jacqueline Veuve                                             |
| 2001 | T&C Film AG, Marcel Hoehn                                    |
| 2002 | Paul Riniker                                                 |
| 2003 | Pio Corradi                                                  |
| 2004 | Jean-Luc Bideau                                              |
| 2005 | Bruno Ganz                                                   |
| 2006 | Maximilian Schell                                            |
| 2007 | Renato Berta                                                 |
| 2008 | Walo Lüönd                                                   |
| 2009 | Léa Pool                                                     |
| 2010 | Niki Reiser                                                  |
| 2011 | Ruth Waldburger                                              |
| 2012 | Marthe Keller                                                |
| 2013 | Silvio Soldini                                               |
| 2014 | Peter Liechti                                                |
| 2015 | 50 Jahre Solothurner Filmtage (Jubiläum)                     |
| 2016 | Ursina Lardi                                                 |
| 2017 | François Musy                                                |
| 2018 | Christoph Schaub                                             |
| 2019 | Bruno Todeschini                                             |
| 2020 | Heidi Specogna                                               |
| 2021 | Villi Hermann                                                |
| 2022 | Jürg Hassler                                                 |
| 2023 | Katarina Türler                                              |
| 2024 | Studio GDS: Claude Luyet, Georges Schwitzgebel, Daniel Suter |

### Fokus
Seit 2012 präsentieren die Solothurner Filmtage das Spezialprogramm «Fokus» zu einem Themenschwerpunkt mit Schweizer und internationalen Filmen und Bezug zu aktuellen Entwicklungen. Im Fokus wird der Blick auf die aktuelle audiovisuelle Landschaft im In- und Ausland gerichtet, um neue Erzählweisen, Rahmenbedingungen, Produktions- und Vertriebsformen zu entdecken. Im Rahmen des «Fokus» finden zudem Podien und Workshops statt, die einen Austausch zwischen Experten und Publikum anregen sollen.

### Histoires du cinéma suisse
«Histoires du cinéma suisse» ist das filmhistorische Programm der Solothurner Filmtage, das in Zusammenarbeit mit der Cinémathèque suisse mit einem thematischen Schwerpunkt durchgeführt wird. Es präsentiert ausgewählte Werke aus der Schweizer Filmgeschichte und widmete sich in der Vergangenheit etwa dem Welterfolg der Bolex-Kamera, frühen Reisefilmen, den Schweizer Bergen als Filmkulisse oder den Filmpionierinnen der Schweizer Filmgeschichte.

#### Hommages
Die Solothurner Filmtage ehren prägende Schweizer Filmschaffende, die im vergangenen Jahr verstorben sind. Bekannte oder Personen, die sich intensiv mit dem Filmschaffenden auseinandergesetzt haben, präsentieren einen ausgewählten Film, der stellvertretend für das Lebenswerk der verstorbenen Persönlichkeit steht.
Hommagen der vergangenen Jahre:
- Hommage an Friedrich Kappeler[12]
- Hommage an Jean-Luc Godard[13]
- Hommage an Alain Tanner[14]
- Hommage an Michael Sauter
- Hommage an Andres Pfaeffli[15]
- Hommage an Robert Richter[16]
- Hommage an Karl Saurer[17]
- Hommage an Jean-Louis Roy[18]
- Hommage an Francis Reusser[19]
- Hommage an Marlies Graf Dätwyler[20]
- Hommages an Jean-Luc Godard
- Hommage an Alain Tanner
- Hommage an Friedrich Kappeler
- Hommage an Jean-Marie Straub
- Hommage an François Musy
- Hommage an Madeleine Fonjallaz

### SO PRO
Die Solothurner Filmtage verstärken ihre Rolle als Kompetenzzentrum für den Schweizer Film. Unter dem Namen «SO PRO»  bündeln sie das Angebot an Vernetzungs- und Weiterbildungsmöglichkeiten. Während der Festivalwoche findet ein dreitägiges Treffen statt (Festivalfreitag bis -sonntag). Angeboten werden Pitching-Sessions, Labs, Podiumsdiskussionen und Workshops sowie ausgewählte thematische Debatten, die auch öffentlich zugänglich sind. Den Auftakt gestaltet das Migros-Kulturprozent Story Lab als Hauptpartner des Programms.

## Preise und Ehrungen
Anlässlich der Solothurner Filmtage werden zahlreiche Preise verliehen. Die Auszeichnungen richten sich zum einen direkt an die Filmschaffenden und ihre Werke, ehren aber auch Persönlichkeiten im erweiterten Umfeld des Schweizer Films, die mit ihrem Engagement aktiv zum Erfolg des nationalen Filmschaffens beitragen.

### Prix de Soleure – Jurypreis
Menschen und gesellschaftliche Fragen rund um das Zusammenleben sind die thematischen Schwerpunkte des Wettbewerbs «Prix de Soleure». Er ehrt einen herausragenden Schweizer Kinofilm, der durch einen ausgeprägten Humanismus überzeugt und diesen in eindrucksvoller Weise filmisch darstellt. Die Auswahlkommission der Solothurner Filmtage nominiert jedes Jahr fünf bis zehn Filme. Eine jährlich neu zusammengesetzte Jury bestimmt den Gewinnerfilm.
Der Preis ist mit 60'000 Franken dotiert. Er wird getragen vom Fonds «Prix de Soleure» sowie dem Kanton und der Stadt Solothurn. Die Preissumme geht je zur Hälfte an die Regie und die ausführende Produktion des ausgezeichneten Films.

#### Bisherige Preisträger
| Jahr | Preisträger                                                         | Preisträger        |
| ---- | ------------------------------------------------------------------- | ------------------ |
| 2009 | No More Smoke Signals                                               | Fanny Bräuning     |
| 2010 | Im Garten der Klänge (Nel giardino dei suoni)                       | Nicola Bellucci    |
| 2011 | Cleveland contre Wallstreet                                         | Jean-Stéphane Bron |
| 2012 | Vol spécial                                                         | Fernand Melgar     |
| 2013 | Der Imker                                                           | Mano Khalil        |
| 2014 | L’escale                                                            | Kaveh Bakthiari    |
| 2015 | Spartiates                                                          | Nicolas Wadimoff   |
| 2016 | Das Leben drehen – Wie mein Vater versuchte, das Glück festzuhalten | Eva Vitija         |
| 2017 | Die göttliche Ordnung                                               | Petra Volpe        |
| 2018 | Des moutons et des hommes                                           | Karim Sayad        |
| 2019 | Immer und ewig                                                      | Fanny Bräuning     |
| 2020 | A la recherche de l’homme à la caméra                               | Boutheyna Bouslama |
| 2021 | Mare                                                                | Andrea Štaka       |
| 2022 | Wet Sand                                                            | Elene Naveriani    |
| 2023 | Until Branches Bend                                                 | Sophie Jarvis      |
| 2024 | Die Anhörung                                                        | Lisa Gerig         |
| 2025 | Immortals                                                           | Maja Tschumi       |

### Prix du Public – Publikumspreis
Der Publikumspreis ist seit 2007 fester Bestandteil im Programm der Solothurner Filmtage. Das Publikum wählt aus den nominierten Filmen den Preisträger des «Prix du Public». Der mit 20'000 Franken dotierte «Prix du Public» wird von der Festival-Hauptsponsorin Swiss Life in Zusammenarbeit mit den Solothurner Filmtagen verliehen.

#### Bisherige Preisträger
| Jahr | Preisträger                                        | Preisträger                           |
| ---- | -------------------------------------------------- | ------------------------------------- |
| 2007 | Vitus                                              | Fredi M. Murer                        |
| 2008 | Das Geheimnis von Murk                             | Sabine Boss                           |
| 2009 | Mama ist beim Friseur (Maman est chez le coiffeur) | Léa Pool                              |
| 2010 | Bödälä – Dance The Rhythm                          | Gitta Gsell                           |
| 2011 | Sommervögel                                        | Paul Riniker                          |
| 2012 | Die Wiesenberger – No Business like Show Business  | Bernard Weber und Martin Schilt       |
| 2013 | More than Honey                                    | Markus Imhoof                         |
| 2014 | Neuland                                            | Anna Thommen                          |
| 2015 | Usfahrt Oerlike                                    | Paul Riniker                          |
| 2016 | Lina                                               | Michael Schaerer                      |
| 2017 | Docteur Jack                                       | Benoît Lange und Pierre-Antoine Hiroz |
| 2018 | Der Klang der Stimme                               | Bernard Weber                         |
| 2019 | Gateways to New York                               | Martin Witz                           |
| 2020 | Baghdad in my Shadow                               | Samir                                 |
| 2021 | Beyto                                              | Gitta Gsell                           |
| 2022 | Glück auf einer Skala von 1 bis 10 (Presque)       | Bernard Campan und Alexandre Jollien  |
| 2023 | Amine – Held auf Bewährung                         | Dani Heusser                          |
| 2024 | Echte Schweizer                                    | Luka Popadić                          |
| 2025 | Quir                                               | Nicola Bellucci                       |

### Visioni – Jurypreis
Mit dem Preis «Visioni» zeichnen die Solothurner Filmtage seit 2024 erste und zweite Werke von Schweizer Regisseuren aus. Er ersetzt damit den bisherigen «Opera Prima», der nur Erstlingswerke berücksichtigte.
Juriert werden die Filme von nationalen und internationalen Fachpersonen. Die Auszeichnung ist mit einem Preisgeld von 20'000 Franken dotiert. Preisstifter des Visioni sind die Kulturfonds der Urheberrechtsgesellschaften Suissimage und SSA. Der Preis geht zu gleichen Teilen an die Regie und die ausführende Produktion.

#### Bisherige Preisträger
| Jahr                | Preisträger              | Preisträger                     |
| ------------------- | ------------------------ | ------------------------------- |
| 2021 (Opera Prima)  | Von Fischen und Menschen | Stefanie Klemm                  |
| 2022 (Opera Prima)  | Pas de deux              | Elie Aufseesser                 |
| 2023 (Opera Prima)  | Foudre                   | Carmen Jaquier                  |
| 2024 (Neu: Visioni) | Autour du feu            | Laura Cazador und Amanda Cortés |
| 2025 (Visioni)      | Bilder im Kopf           | Eleonora Camizzi                |

### Förderpreise

#### Talente/Talents
Der Wettbewerb «Talente/Talents» umfasst Kurzfilme von Studierenden in- und ausländischer Fachhochschulen und junger Autodidakten. Einige Beiträge wurden von Schweizer Produzenten mitbetreut. Suissimage/SSA stiften den durch eine dreiköpfige Jury ausgerichteten Nachwuchspreis für den besten Kurzfilm im Wert von 10'000 Franken sowie den Publikumspreis für den besten Animationsfilm in einem Gesamtwert von 10'000 Franken.

#### Animationsfilmwettbewerb
Der Animationsfilmwettbewerb wird von der Schweizer Trickfilmgruppe (GSFA) kuratiert. Der Publikumspreis für den besten Animationsfilm (Gesamtwert 10'000 Franken) wird von Suissimage und SSA gestiftet und im Rahmen der Solothurner Filmtage verliehen.

#### Bester Kurzfilm
Der Publikumspreis für den besten Kurzfilm im Wert von CHF 10’000.– wird von Suissimage und SSA gestiftet und an der «Soirée de clôture» verliehen.

#### Best Swiss Video Clip
Im Rahmen der Solothurner Filmtage werden die mit je 2000 Franken dotierten Nominationen für den «Best Swiss Video Clip» bekannt gegeben. Mit dieser Förderung werden Musiker dabei unterstützt, noch stärker vom Publikum wahrgenommen zu werden. «Best Swiss Video Clip» ist eine Zusammenarbeit mit m4music, dem Popmusikfestival des Migros-Kulturprozents, und mit der Fondation Suisa. Die nominierten Clips gehen dann ins Rennen um den Hauptpreis, der jeweils im Frühling am Festival m4music verliehen wird.

#### Perspectives Lab
Das «Perspectives Lab» richtet sich an Absolventen von Filmhochschulen. Das Angebot bietet den Nachwuchsfilmschaffenden die Möglichkeit, mit Branchenvertretern ihre Projektidee zu besprechen, und vernetzt sie gezielt mit nationalen und internationalen Branchenvertretern aus den Bereichen Produktion, Distribution, Filmkritik und Festivalprogrammation. Ausgewählte Filmschulabsolventen diskutieren ihre Filmidee mit den Experten in einem geschlossenen Rahmen und schaffen ein Netzwerk. Zwei der Projektideen erhalten Entwicklungsbeiträge im Wert von je 5000 Franken.

### Prix d’honneur
Mit dem seit 2002 verliehenen «Prix d’honneur» wird eine Schweizer Persönlichkeit geehrt, die in besonderer Weise die Schweizer Filmkultur geprägt hat. Er ist Zeichen der Wertschätzung für die vielfach im Verborgenen und ohne viel Aufsehen erbrachten Leistungen der Preisträger.
Der «Prix d’honneur» ist mit 10'000 Franken dotiert und wird seit 2024 von der BK Atlantis Stiftung mit Sitz in Lüterswil getragen. Die BK Atlantis Stiftung bezweckt die Förderung von sozialen, kulturellen und gesellschaftlichen Projekten. Die Wahl erfolgt auf Vorschlag der Auswahlkommission der Solothurner Filmtage.

#### Bisherige Preisträger
| Jahr | Preisträger                                                                            |
| ---- | -------------------------------------------------------------------------------------- |
| 2003 | Erich Langjahr, Drehbuchautor, Regisseur, Kameramann, Produzent und Verleiher          |
| 2004 | Hugues Ryffel, Kameramann                                                              |
| 2005 | Freddy Buache, Vermittlerfunktion des Schweizer Films als Filmschaffender und Kritiker |
| 2006 | Renato Berta, Kameramann                                                               |
| 2007 | David Streiff, Kulturverwaltung                                                        |
| 2008 | Matthias Kälin, Kameramann                                                             |
| 2009 | Ilona Stamm, Verleih Stamm Film                                                        |
| 2010 | Carlo Varini, Kameramann                                                               |
| 2011 | Françoise Deriaz, Chefredaktorin Ciné-Bulletin                                         |
| 2012 | Christian Schocher, Regisseur und Kinobetreiber                                        |
| 2013 | Beki Probst, Kinobetreiberin                                                           |
| 2014 | Martine Felber, Chef-Maskenbildnerin                                                   |
| 2015 | Francine Pickel und Vincent Adatte, Zauberlaterne                                      |
| 2016 | Antoine Jaccoud, Drehbuchautor                                                         |
| 2017 | Tiziana Soudani, Produzentin                                                           |
| 2018 | Susanne Jauch, Szenenbildnerin                                                         |
| 2019 | Giorgia De Coppi, Regieassistentin                                                     |
| 2020 | Bea Cuttat, Filmverleiherin                                                            |
| 2021 | Frank Braun                                                                            |
| 2022 | David Landolf und Judith Hofstetter, Kinemathek Lichtspiel                             |
| 2023 | André Pinkus, Beleuchter                                                               |
| 2024 | Anne van Brée, Kostümbildnerin                                                         |
| 2025 | Corinna Glaus, Casting-Direktorin                                                      |

### Nominierungen Schweizer Filmpreis
An der «Nacht der Nominationen» gibt das Bundesamt für Kultur die Nominationen für den Schweizer Filmpreis bekannt. Die 2008 von den Branchenverbänden gegründete Schweizer Filmakademie visioniert während der Solothurner Filmtage die eingereichten Filme und bestimmt in einer geheimen Wahl ihre Nominierten. Die Preisverleihung des Schweizer Filmpreises findet jeweils im folgenden März in Zürich statt.

### Prix Swissperform – Schauspielpreis
Seit 2001 wird mit dem «Prix Swissperform» jährlich eine Hauptrolle, eine Nebenrolle, ein Nachwuchstalent sowie eine Spezialleistung in Schweizer Fernsehproduktionen ausgezeichnet. Jede der vier Kategorien ist mit je 10'000 Franken dotiert. Der Preis wird von einer Jury aus Vertretern der Swissperform und der Solothurner Filmtage vergeben und von der Swissperform gestiftet.

#### Bisherige Preisträger
| Jahr | Preisträger                                      | Preisträger                                                             |
| ---- | ------------------------------------------------ | ----------------------------------------------------------------------- |
| 2011 | Markus Fischer (Snakefilm GmbH) und Stefan Jäger | für den Film Hunkeler und der Fall Livius                               |
| 2012 | Lea Hadorn                                       | Weibliche Hauptrolle in Liebe und andere Unfälle                        |
| 2012 | Roland Vouilloz                                  | Männliche Hauptrolle in der Serie CROM                                  |
| 2012 | Marina Golovine                                  | Weibliche Nebenrolle in der Serie CROM                                  |
| 2012 | Peter Wyssbrod                                   | Männliche Nebenrolle in Mord hinterm Vorhang                            |
| 2013 | Marie Leuenberger                                | Weibliche Hauptrolle in Hunkeler und die Augen des Ödipus               |
| 2013 | Peter Freiburghaus                               | Männliche Hauptrolle in Nebelgrind                                      |
| 2013 | Virginie Meisterhans                             | Weibliche Nebenrolle in L’heure du secret                               |
| 2013 | Herbert Leiser                                   | Männliche Nebenrolle in Der Teufel von Mailand                          |
| 2014 | Barbara Terpoorten-Maurer                        | Weibliche Hauptrolle in Der Bestatter                                   |
| 2014 | Jonathan Loosli                                  | Männliche Hauptrolle in Dinu                                            |
| 2014 | Florence Quartenoud                              | Weibliche Nebenrolle in Port d’attache                                  |
| 2014 | Leonardo Nigro                                   | Männliche Nebenrolle in Oro verde                                       |
| 2015 | Véronique Reymond                                | Weibliche Hauptrolle in A livre ouvert                                  |
| 2015 | Joel Basman                                      | Männliche Hauptrolle in Ziellos                                         |
| 2015 | Wanda Wylowa                                     | Weibliche Nebenrolle in Der Hamster                                     |
| 2015 | Nicola Perot                                     | Männliche Nebenrolle in Der Hamster                                     |
| 2016 | Rabea Egg                                        | Weibliche Hauptrolle in Lina                                            |
| 2016 | Imanuel Humm                                     | Männliche Hauptrolle in Verdacht                                        |
| 2016 | Claude-Inga Barbey                               | Weibliche Nebenrolle in Anomalia                                        |
| 2016 | Antoine Monot Jr.                                | Männliche Nebenrolle in Tatort: Ihr werdet gerichtet                    |
| 2017 | Noémie Schmidt                                   | Weibliche Hauptrolle in La lumière de l’espoir                          |
| 2017 | Pasquale Aleardi                                 | Männliche Hauptrolle in Gotthard                                        |
| 2017 | Liliane Amuat                                    | Weibliche Nebenrolle in Lotto                                           |
| 2017 | Mike Müller                                      | Spezialpreis für die Hauptrolle in Der Bestatter                        |
| 2018 | Stephanie Japp                                   | Weibliche Hauptrolle in Private Banking                                 |
| 2018 | Marcus Signer                                    | Männliche Hauptrolle in Wilder                                          |
| 2018 | Anna Schinz                                      | Weibliche Nebenrolle in Private Banking                                 |
| 2018 | Karim Barras                                     | Männliche Nebenrolle in Banking District                                |
| 2019 | Anna Pieri                                       | Weibliche Hauptrolle in Double vie                                      |
| 2019 | Thiebaud Evrard                                  | Männliche Hauptrolle in Double vie                                      |
| 2019 | Beat Marti                                       | Männliche Nebenrolle in Amur senza fin                                  |
| 2019 | Annina Euling                                    | Spezialpreis für die Hauptrolle in Weglaufen geht nicht                 |
| 2020 | Lorena Handschin                                 | Weibliche Hauptrolle in Nr. 47                                          |
| 2020 | Roland Vouilloz                                  | Männliche Hauptrolle in Helvetica                                       |
| 2020 | Manuela Biedermann                               | Weibliche Nebenrolle in Wilder                                          |
| 2020 | Stefan Kurt                                      | Spezialpreis für die Rolle in Aus dem Schatten – eine Zeit der Hoffnung |
| 2021 | Sarah Spale                                      | Spezialpreis der Jury für ihre Arbeit in Wilder                         |
| 2021 | Annina Walt                                      | Beste Darstellerin in Frieden                                           |
| 2021 | Dimitri Stapfer                                  | Bester Darsteller in Frieden                                            |
| 2021 | Rachel Braunschweig                              | Beste Nebendarstellerin in Tatort: Züri Brännt                          |
| 2022 | Estelle Bridet                                   | Spezialpreis der Jury für ihre Rolle in Sacha                           |
| 2022 | Isabelle Caillat                                 | Beste Darstellerin in Cellule de Crise                                  |
| 2022 | Julian Koechlin                                  | Bester Darsteller in Neumatt                                            |
| 2022 | Marlise Fischer                                  | Beste Nebendarstellerin in Neumatt                                      |
| 2023 | David Constantin                                 | Beste Hauptrolle in Tschugger                                           |
| 2023 | Clarina Sierro                                   | Beste Nebenrolle in Hors Saison                                         |
| 2023 | Meryl Marty                                      | Nachwuchspreis für ihre Rolle in Die Beschatter                         |
| 2023 | Lale Yavaş                                       | Spezialpreis für ihre Rollen in Die Beschatter und Neumatt II           |
| 2024 | Dominique Devenport                              | Beste Hauptrolle in Davos 1917                                          |
| 2024 | Arcadi Radeff                                    | Beste Nebenrolle in Hartes Pflaster                                     |
| 2024 | Stéphane Erös                                    | Nachwuchspreis für seine Rolle in Hartes Pflaster                       |
| 2024 | Carol Schuler                                    | Spezialpreis der Jury für ihre Rolle in Tatort                          |
| 2025 | Cyril Metzger                                    | Beste Hauptrolle in Winter Palace                                       |
| 2025 | Sarah Viktoria Frick                             | Beste Nebenrolle in Tatort: Von Affen und Menschen                      |
| 2025 | Isaline Prévost Radeff                           | Nachwuchspreis für ihre Rolle in En haute mer                           |
| 2025 | Sophie Hutter                                    | Spezialpreis der Jury für ihre Rolle in Neumatt                         |

## Weitere Engagements

### filmo
2019 lancierten die Solothurner Filmtage mit «filmo» die erste Online-Edition des Schweizer Films. «filmo» bringt anerkannte Schlüsselwerke auf bestehende Video-on-Demand-Plattformen. Die Edition verschafft Filmklassikern mehr Sichtbarkeit im digitalen Raum und macht die Schweizer Filmgeschichte erlebbar – auch für jüngere Generationen. «filmo» wird laufend ausgebaut, bietet Bonusmaterial und ist in drei Landessprachen verfügbar. Ermöglicht wird das von den Solothurner Filmtagen initiierte Pionierprojekt durch Engagement Migros, den Förderfonds der Migros-Gruppe.

### Locarno Filmfestival
Im August zeigt das Spezialprogramm «Panorama Suisse» im Rahmen des Locarno Film Festivals Höhepunkte des aktuellen Schweizer Filmschaffens. Das «Panorama Suisse» ist eine Zusammenarbeit zwischen dem Locarno Film Festival, den Solothurner Filmtagen und Swiss Films. Die Selektion der Filme verantwortet eine Kommission bestehend aus Vertretern der Solothurner Filmtage, der Schweizer Filmakademie und von Swiss Films.
Das «Panorama Suisse» präsentiert eine Auswahl von zehn Schweizer Langfilmen, die im vorangehenden Jahr ihre nationale oder internationale Premiere gefeiert haben. Gezeigt werden Festivalerfolge sowie herausragende Filme, deren Kinostart noch bevorsteht. Die Filmvorführungen werden von den Solothurner Filmtagen begleitet.

### Cinetour
Seit 2008 veranstalten die Solothurner Filmtage gemeinsam mit der Hauptsponsorin die Cinetour. Im Rahmen von geschlossenen Kundenveranstaltungen wird eine exklusive Auswahl von aktuellen Schweizer Kurzfilmen mit je einem Programm für die deutsche und einem für die französische Schweiz gezeigt. Jährlich finden so rund zehn Schweizer Kurzfilme die einzigartige Möglichkeit einer Kinoauswertung. Das kuratierte Kurzfilmprogramm wird seit 2022 durch eine Auswahl an Langfilmen ergänzt; ausserdem werden seitdem auch Familienfilme gezeigt.

## Geschichte

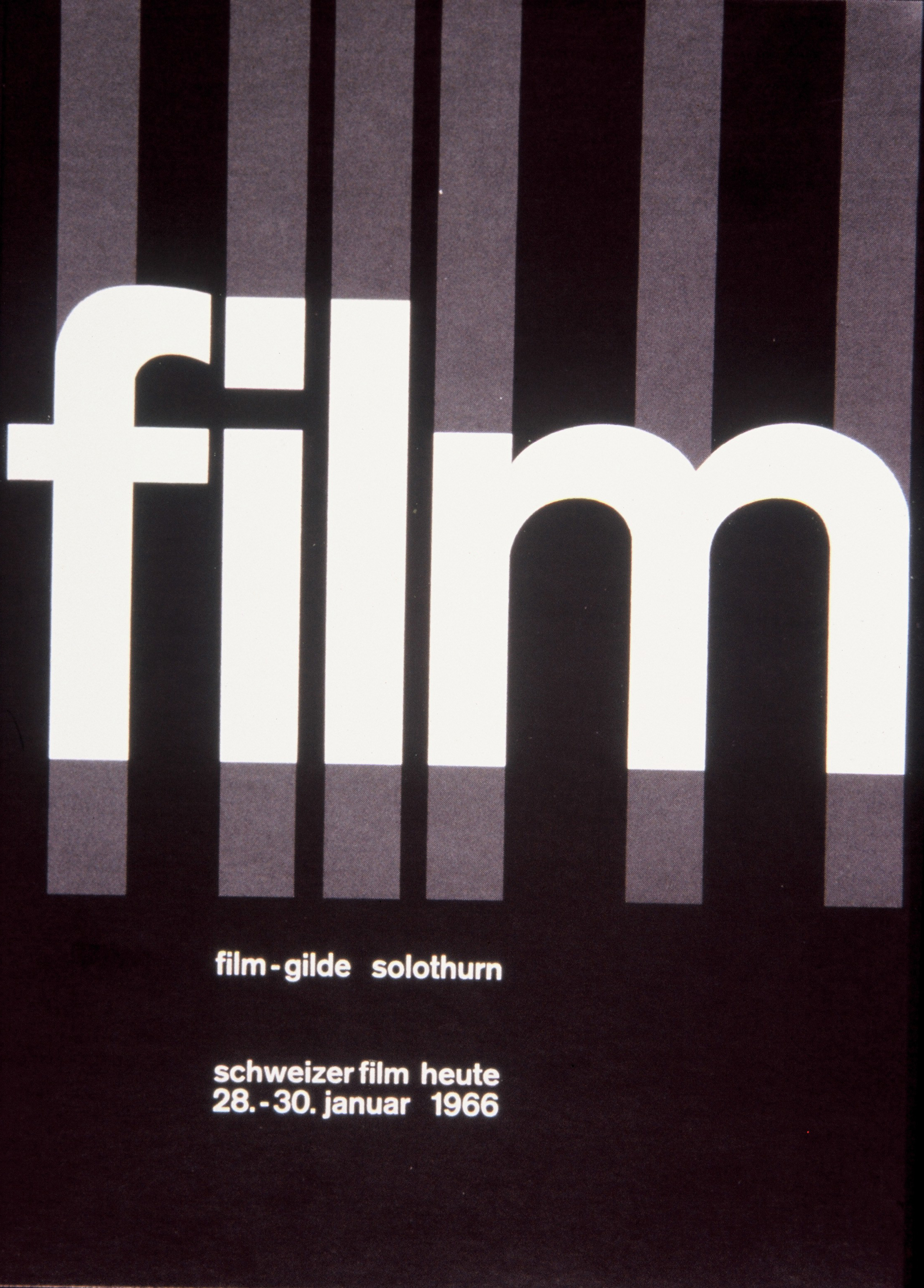
Erstes Plakat der Filmtage (1966)

Die Solothurner Filmtage gehören zu den ältesten Filmfestivals der Schweiz und sind das wichtigste Festival für den Schweizer Film. 1966 organisierte die Filmgilde Solothurn eine Tagung mit dem Titel «Schweizer Film heute». Ziel dieses Anlasses war die Kreation neuer Ideen und Inspirationen für die jungen, unabhängigen Schweizer Filmschaffenden. Daraus bildete sich die Schweizerische Gesellschaft Solothurner Filmtage (SGSF), welche als Verein die Filmtage organisiert.
Ab 1967 leitete Stephan Portmann das Festival, 1987 wurde er durch Ivo Kummer abgelöst. Nach der Berufung von Kummer zum Leiter der Sektion Film des Bundesamts für Kultur (BAK) wurde Seraina Rohrer zu seiner Nachfolgerin gewählt. Im April 2019 wechselte diese zur Schweizer Kulturstiftung Pro Helvetia. Danach übernahm die Schweizer Filmautorin Anita Hugi die Direktion der Solothurner Filmtage.  Die 57. Ausgabe 2022 wurde unter der interimistischen Co-Leitung bestehend aus Marianne Wirth und David Wegmüller (künstlerische Leitung) und Veronika Roos (administrative Leitung) durchgeführt. Damit war der Stein zum Wechsel einer einköpfigen Direktion in ein duales Führungssystem gelegt. 2022 übernahm Monica Rosenberg (operative Leitung) zusammen mit Niccoló Castelli (künstlerische Leitung) die Führung der Solothurner Filmtage.

## Schweizerische Gesellschaft Solothurner Filmtage SGSF
Der 1967 gegründete Verein Schweizerische Gesellschaft Solothurner Filmtage (SGSF) ist die Trägerorganisation der Solothurner Filmtage. Ziel des politisch und konfessionell ungebundenen, nicht gewinnorientierten Vereins mit Sitz in Solothurn ist die Organisation der Solothurner Filmtage sowie die Steigerung der öffentlichen Wahrnehmung des Schweizer Films. Die Schweizerische Gesellschaft Solothurner Filmtage zählt im Jahr 2022 rund 400 Mitglieder.

### Auswahlkommission
Die Auswahlkommission setzt sich zusammen aus Mitgliedern der Geschäftsleitung der Solothurner Filmtage sowie externen Fachleuten aus der Filmbranche. Letztere werden alle zwei Jahre neu berufen und stammen nach Möglichkeit aus den vier Sprachregionen der Schweiz. Die Auswahlkommission wird von der künstlerischen Leitung der Solothurner Filmtage geleitet und ist verantwortlich für die Selektion des Programms «Panorama Schweiz».